# Guttorm Fløistad
Guttorm Fløistad (Arendal, 5 dicembre 1930) è un filosofo norvegese.

## Biografia
È nato ad Arendal come figlio di un proprietario di segheria, Ivar Fløistad (1900-1974) e Thordis Renskaug (1905-1954). È sposato con l'insegnante Kirsten Kathrine Kaspersen. È nipote del politico Guttorm Fløistad e pronipote del politico Ivar Guttormsen Fløistad.
È stato professore di storia delle idee presso l'Università di Oslo dal 1973 alla sua pensione. Ha pubblicato delle opere sulla filosofia di Baruch Spinoza e Martin Heidegger.